# Coll de Chaussy
El coll de Chaussy (en francès col du Chaussy) és un port de muntanya que corona a 1.533 msnm i que es troba al Massís de la Vanoise, als Alps francesos, a la comuna de Pontamafrey-Montpascal, dins el departament de la Savoia, a la regió d'Alvèrnia-Roine-Alps. El coll uneix les comunes de Pontamafrey-Montpascal i Montaimont, al vessant oriental de la vall de la Mauriena.

## Ascensió
Des d'Hermillon l'ascensió té 15,4 km al 6,3%, en què se superen 907 m de desnivell. Des de La Chambre l'ascensió té 14,4 km al 7,4%,, en què se superen 1.062 m de desnivell.

## Ciclisme
El coll fou superat per primera vegada pel Tour de França en la 19a etapa de l'edició del 2015, sent el català Joaquim Rodríguez el primer al cim.
| Any  | Etapa | Categoria | Ciclista                |
| ---- | ----- | --------- | ----------------------- |
| 2015 | 19    | 1         | Joaquim Rodríguez (CAT) |